# Dharmanagar
Dharmanagar is een nagar panchayat (plaats) in het district Noord-Tripura van de Indiase staat Tripura. 

## Demografie
Volgens de Indiase volkstelling van 2001 wonen er 30.785 mensen in Dharmanagar, waarvan 51% mannelijk en 49% vrouwelijk is. De plaats heeft een alfabetiseringsgraad van 85%. 